# Ниемеля, Маркус
Маркус Нимела (фин. Markus Niemelä, родился 20 марта 1984 года в Раума) — финский автогонщик, в данный момент выступает в Чемпионате Атлантики в Северной Америке. Стал чемпионом после победы на заключительном этапе в Роад Атланте. Его карьера в международных сериях была изменчива, из-за большого количества травм, которые он пережил.

## Карьера

### Картинг
В 1998 Нимела выиграл финский чемпионат юниоров по картингу, набрав максимум возможных очков. В 2001 он получил травму левой руки, катаясь на сноуборде перед стартом сезона, из-за этого он не смог нормально принять участие в мировом чемпионате Формулы-А. Он выиграл одну гонку в которой принял участие, управляя практически одной рукой против лучших картингистов Финляндии (ICA).
В следующем году Нимела стал чемпионом финской Формулы-А. Он установил быстрейшее время с первой попытки на первом этапе в Европейском чемпионате. Он также был квалифицирован в мировом кубке, но в результате из-за механических проблем сошёл. В 2003, из-за аварии в гонке мирового чемпионата, Нимела не мог садиться за руль в течение трёх месяцев. Он вернулся в мировой чемпионат и завершил его на пятом месте.

### Серии с открытыми колёсами

#### 2004
Маркус стал чемпионом Финляндии, Швеции, а также победителем чемпионата Формула-Форд STCC. Он лидировал в скандинавском чемпионате перед последним этапом, но из-за пропуска последнего этапа финишировал на втором месте. Он был выдвинут на звание ”Young Champion”  финской ASN. Он тестировал болид Формулы-БМВ и был быстрейшим на нескольких неофициальных тестах.

#### 2006
Маркус завершил сезон на седьмой позиции личного зачёта Британской Формулы-Рено с одной победой и поул-позицией. Большинство аварий приводили к повреждению болида (в 12 из 20 гонок). Он также занял пятое место в зимней серии Британской Формулы-Рено, он был третьим по квалификациям в чемпионате (3-е, 4-е, 9-е и 3-е места).

#### 2007
В Еврокубке Формулы-Рено он стартовал шесть раз лучшим результатом стало второе место на Хунгароринге, в то время как в азиатской серии, он провёл четыре гонки два раза победил и заработал одно второе место. Своей третьей победы он был лишён за фальстарт. Нимела перешёл в команду BCN Competicion для выступления в серии GP2 и заменил там Сакона Ямамото, который перешёл в Формулу-1. В первой гонке на Хунгароринге ему пришлось сойти, когда его левое плечо неожиданно заболело после 11 кругов, из-за этого он пропустил три гонки.

#### 2008
В сезоне 2008 Нимела выиграл Чемпионат Атлантики с командой Brooks Associates после победы на двух последних гонках сезона.

#### 2009
Финн защищает своё звание в чемпионате Атлантики, на этот раза выступая за Newman Wachs Racing.

## Гоночная карьера

### Результаты выступлений в Британской Формуле-Рено
| Сезон | Команда                 | Поулы | Победы | Место |
| 2006  | Mark Burdett Motorsport | 1     | 1      | 7     |

### Результаты выступлений в серии GP2
| Легенда к таблице |                                                                    |
| --- | ------------------------------------------------------------------ |
| В таблице перечислены результаты всех гонок, в которых принимал участие гонщик. Строками таблицы являются сезоны, столбцами — этапы соревнований. В каждой клетке указаны сокращённое название этапа и результат, дополнительно обозначенный цветом. Расшифровка обозначений и цветов представлена в нижеследующей таблице. |                                                                    |
| \| Пример \| Описание \| \| ------------ \| ------------------------------------------------------------------ \| \| 1 \| Победитель \| \| 2 \| Второе место \| \| 3 \| Третье место \| \| 5 \| Финишировал, заработав очки \| \| Сход \| Не финишировал, но при этом заработал очки \| \| 12 \| Финишировал, не получив очков \| \| НКЛ \| Финишировал, но не попал в финальную классификацию \| \| 15 \| Участвовал вне зачёта, либо по отдельной классификации \| \| 18 \| Не финишировал, но попал в финальную классификацию \| \| Сход \| Не финишировал \| \| НКВ \| Не прошёл квалификацию \| \| НПКВ \| Не прошёл предквалификацию \| \| ДСК \| Дисквалифицирован \| \| ИСК \| Исключён из протокола соревнований \| \| ТТ \| Заявлен для участия только в тренировках \| \| НС \| Участвовал в квалификации, но не стартовал в гонке \| \| Т \| Травмирован или болен \| \| ОТК \| Отказ от участия \| \| НТР \| Прибыл на соревнования, но на трассу не выезжал \| \| НПР \| Был заявлен в числе участников, но не прибыл к началу соревнований \| \| О \| Соревнования отменены \| \| \| Не участвовал \| \| Поул-позиция \| \| \| Быстрый круг \| \| |                                                                    |
| Пример | Описание                                                           |
| 1 | Победитель                                                         |
| 2 | Второе место                                                       |
| 3 | Третье место                                                       |
| 5 | Финишировал, заработав очки                                        |
| Сход | Не финишировал, но при этом заработал очки                         |
| 12 | Финишировал, не получив очков                                      |
| НКЛ | Финишировал, но не попал в финальную классификацию                 |
| 15 | Участвовал вне зачёта, либо по отдельной классификации             |
| 18 | Не финишировал, но попал в финальную классификацию                 |
| Сход | Не финишировал                                                     |
| НКВ | Не прошёл квалификацию                                             |
| НПКВ | Не прошёл предквалификацию                                         |
| ДСК | Дисквалифицирован                                                  |
| ИСК | Исключён из протокола соревнований                                 |
| ТТ | Заявлен для участия только в тренировках                           |
| НС | Участвовал в квалификации, но не стартовал в гонке                 |
| Т | Травмирован или болен                                              |
| ОТК | Отказ от участия                                                   |
| НТР | Прибыл на соревнования, но на трассу не выезжал                    |
| НПР | Был заявлен в числе участников, но не прибыл к началу соревнований |
| О | Соревнования отменены                                              |
| | Не участвовал                                                      |
| Поул-позиция |                                                                    |
| Быстрый круг |                                                                    |

| Год  | Команда         | 1     | 2     | 3     | 4     | 5     | 6     | 7     | 8     | 9     | 10    | 11    | 12         | 13       | 14         | 15         | 16      | 17       | 18       | 19         | 20       | 21         | ЛЗ | Очки |
| ---- | --------------- | ----- | ----- | ----- | ----- | ----- | ----- | ----- | ----- | ----- | ----- | ----- | ---------- | -------- | ---------- | ---------- | ------- | -------- | -------- | ---------- | -------- | ---------- | -- | ---- |
| 2007 | BCN Competición | БАХ 1 | БАХ 2 | ИСП 1 | ИСП 2 | МОН 1 | ФРА 1 | ФРА 2 | ВЕЛ 1 | ВЕЛ 2 | ЕВР 1 | ЕВР 2 | ВЕН 1 Сход | ВЕН 2 НС | ТУЦ 1 Сход | ТУЦ 2 Сход | ИТА 1 9 | ИТА 2 11 | БЕЛ 1 11 | БЕЛ 2 Сход | ВАЛ 1 14 | ВАЛ 2 Сход | 31 | 0    |

### Результаты выступлений в Champ Car Atlantic
| Сезон | Команда           | № | Гонки | Поулы | Победы | Очки | Место   |
| 2008  | Brooks Associates | 8 | 12    | 1     | 2      | 245  | Чемпион |